# Djævelens Betalingsdag
Djævelens Betalingsdag er en amerikansk stumfilm fra 1917 af William Worthington.

## Medvirkende
- Franklyn Farnum som Gregory Van Houten.
- Leah Baird som Jean Haskins.
- Gertrude Astor som Hazel Davidson.
- Charles Perley som James Hanley.
- Countess Du Cello som Mrs. Haskins.